# Helmut Wohlfahrt
Dieter Helmut Wohlfahrt (* 1. Januar 1936 in Bad Cannstatt; † 3. Februar 2017 in Karlsruhe) war ein deutscher Ingenieurwissenschaftler.

## Leben und Wirken
Helmut Wohlfahrt wurde am 1. Januar 1936 in Stuttgart Bad Cannstatt geboren und wuchs in Fellbach auf, wo er am Friedrich-Schiller-Gymnasium das Abitur absolvierte. Er studierte Physik an der Technischen Hochschule Stuttgart und der Universität Heidelberg. Er war von 1964 bis 1966 als wissenschaftlicher Mitarbeiter am Institut für Härtereitechnik in Bremen sowie von 1966 an am Institut für Werkstoffkunde I der Universität Karlsruhe tätig, wo er zum Dr.-Ing. promovierte und bis 1979 als akademischer Oberrat für eine Vielzahl unterschiedlicher Aufgaben in Lehre und Forschung verantwortlich war. Von 1979 bis 1991 war er an der damaligen Universität Gesamthochschule Kassel als ordentlicher Professor für Werkstofftechnik mit Schwerpunkt Fügetechnik tätig. Er war Mitbegründer des Instituts für Werkstofftechnik.  1991 erhielt Helmut Wohlfahrt einen Ruf an die Technische Universität Braunschweig, wo er als Professor und Direktor das Institut für Schweißtechnik und Werkstofftechnologie bis zu seinem Ruhestand leitete.
Während seiner aktiven Zeit und darüber hinaus war Helmut Wohlfahrt in vielen technischen und wissenschaftlichen Fachgremien tätig.
Für seine Verdienste um die schweißtechnische Gemeinschaftsarbeit und den DVS erhielt er 1986 die DVS-Ehrennadel und das IIW zeichnete ihn für seine erfolgreiche Kommissionsarbeit mit dem Arthur-Smith-Award aus.  Die Universität Kassel ehrte ihn 2004 mit der Sophie-Henschel-Medaille.
Helmut Wohlfahrt war Mitherausgeber des Lehrbuchs „Technologie der Werkstoffe – Herstellung, Verarbeitung, Einsatz“.
Er war mit Monika Wohlfahrt verheiratet und hat einen Sohn: Jan (* 1973).
Helmut Wohlfahrt war Mitglied der Landsmannschaft Borussia Stuttgart und Wiederaufmachungsbursche der Landsmannschaft Afrania.